# Южен таралеж
Северен белогръд таралеж (Erinaceus roumanicus) е вид бозайник от семейство Таралежови (Erinaceidae).

## Разпространение
Видът е разпространен в Австрия, Албания, Беларус, Босна и Херцеговина, България, Грузия, Гърция, Естония, Италия, Латвия, Литва, Молдова, Полша, Северна Македония, Румъния, Русия, Словакия, Словения, Сърбия, Турция, Украйна, Унгария, Хърватия, Черна гора и Чехия.